# Saint-Jean-Cap-Ferrat
Saint-Jean-Cap-Ferrat (Occitaans: Sant Joan de Cap Ferrat of Sant Joan dau Cau; Italiaans (verouderd): San Giovanni Capo Ferrato) is een gemeente in het Franse departement Alpes-Maritimes (regio Provence-Alpes-Côte d'Azur). De plaats maakt deel uit van het arrondissement Nice. Saint-Jean-Cap-Ferrat telde op 1 januari 2022 1.476 inwoners.

## Geografie
De oppervlakte van Saint-Jean-Cap-Ferrat bedroeg op 1 januari 2022 2,48 vierkante kilometer; de bevolkingsdichtheid was toen 595,2 inwoners per km².
De onderstaande kaart toont de ligging van Saint-Jean-Cap-Ferrat met de belangrijkste infrastructuur en aangrenzende gemeenten.

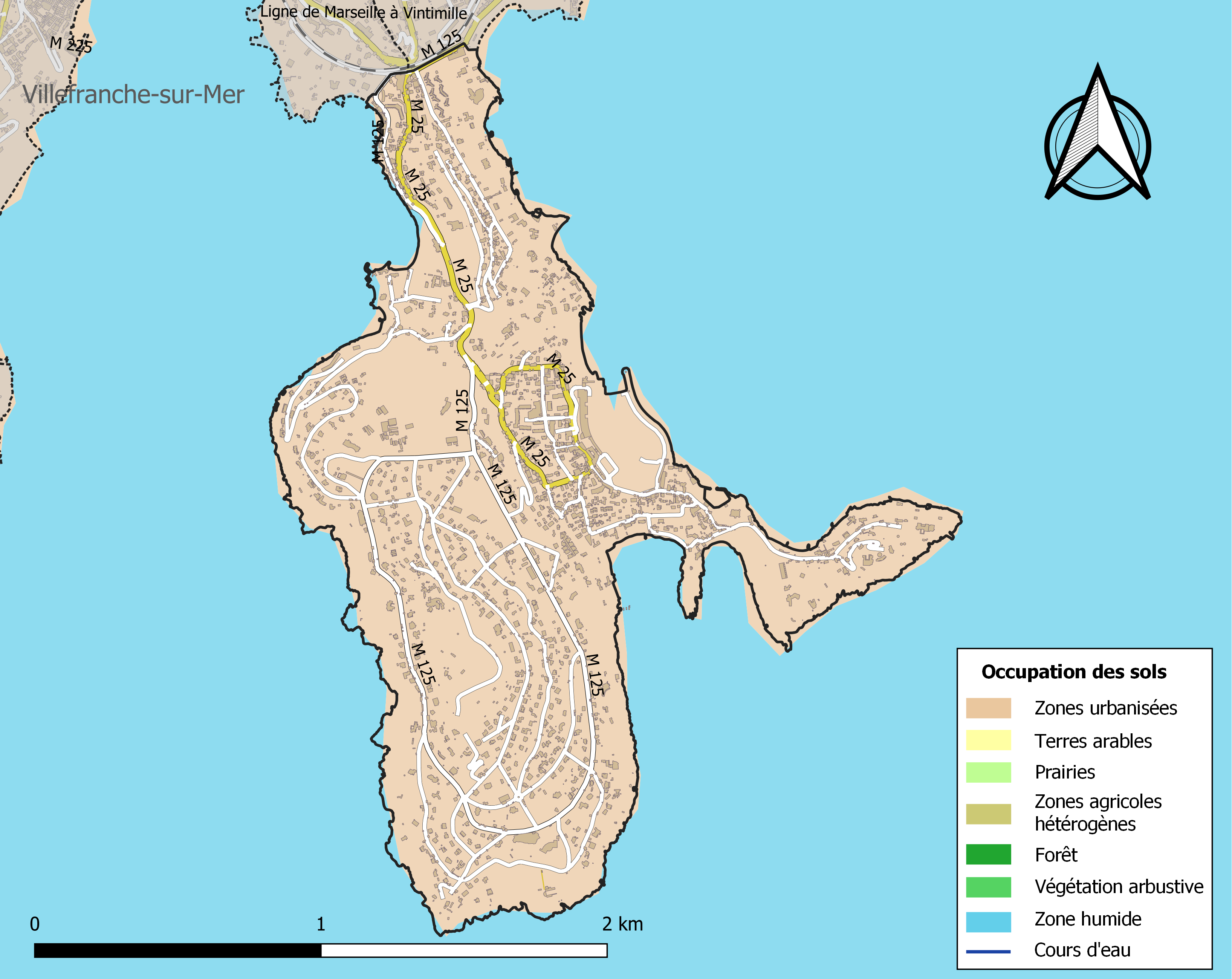

## Demografie
Onderstaand het verloop van het aantal ingeschreven inwoners (bron: INSEE-tellingen). Daarnaast bezitten veel Fransen en buitenlanders er een tweede woning zonder er ingeschreven te staan.
Vanwege een beveiligingsprobleem met de MediaWiki Graph-software is het momenteel niet mogelijk deze grafiek weer te geven. Zodra de software is bijgewerkt zal de grafiek vanzelf weer zichtbaar worden.

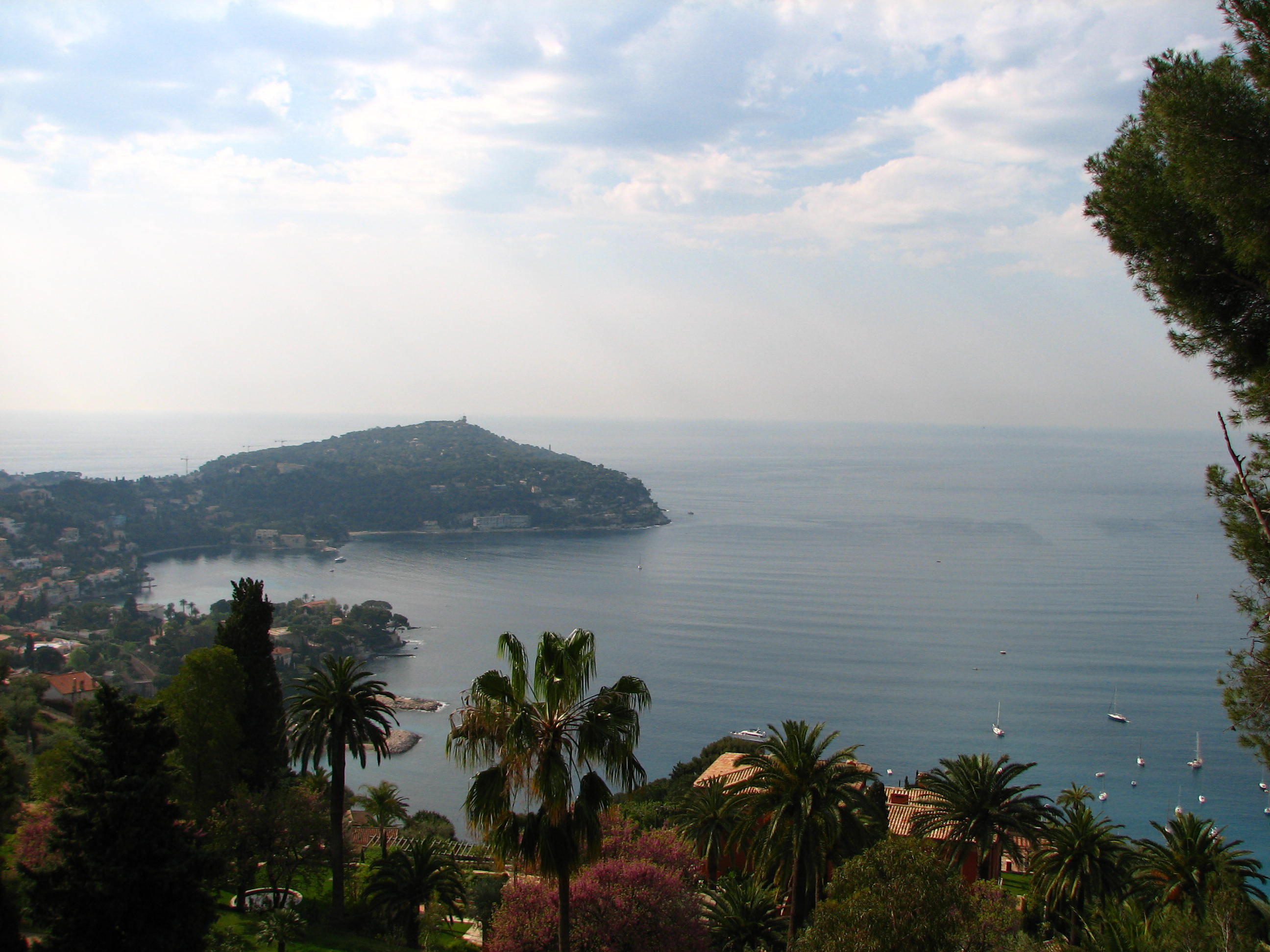
Cap Ferrat vanuit Villefranche-sur-Mer
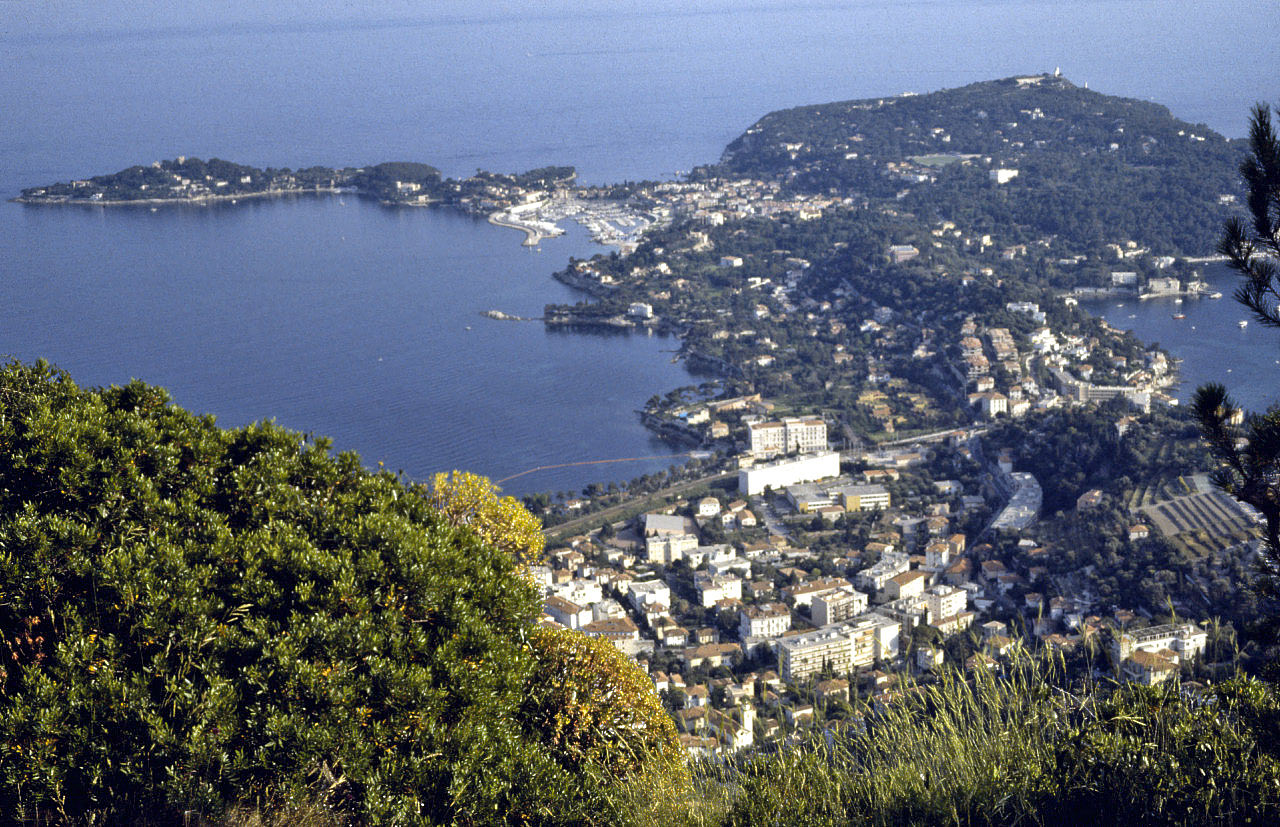
Saint-Jean-Cap-Ferrat vanuit Beaulieu-sur-Mer
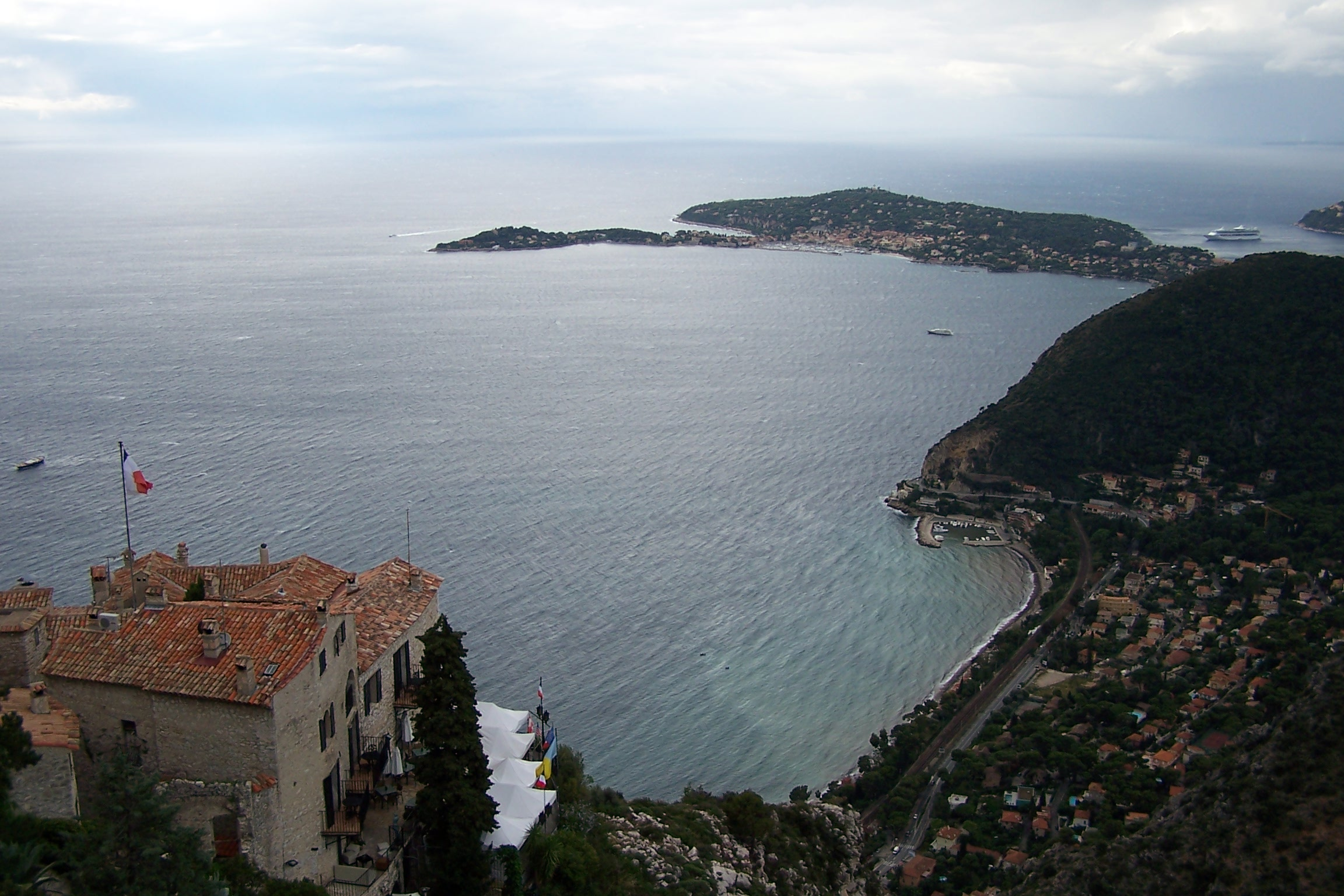
Cap Ferrat vanuit Èze
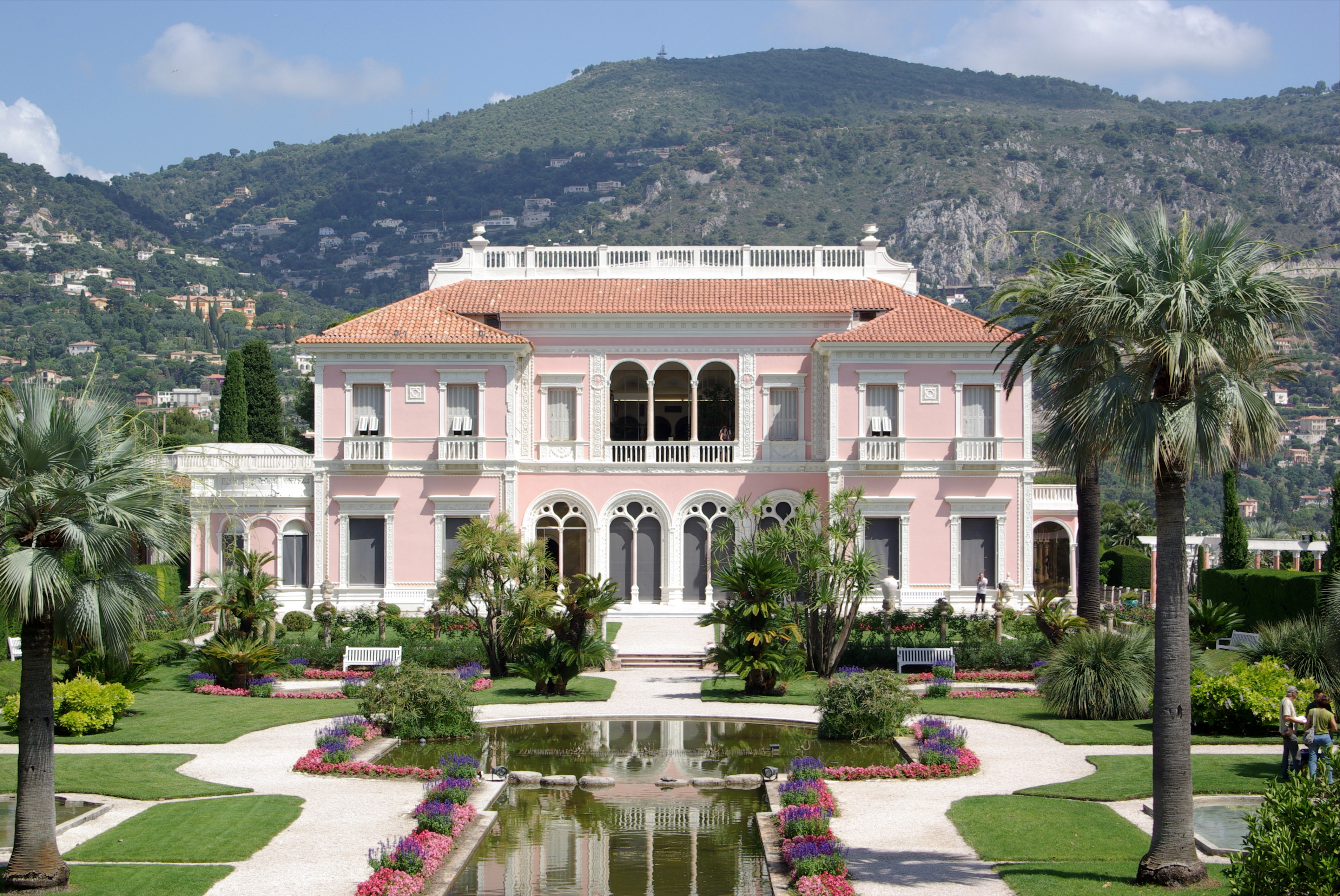
Villa Ephrussi de Rothschild